# Chet Lemon
Chet Lemon (Jackson, Misisipi; 12 de febrero de 1955-Apopka, Florida; 8 de mayo de 2025) fue un beisbolista estadounidense que jugó dieciséis temporadas con dos equipos en la MLB en la posición de outfielder, ganó la Serie Mundial de 1984 y jugó en tres ediciones del Juego de Estrellas de las Grandes Ligas de Béisbol.

## Carrera
Lemon fue seleccionado en la posición general 22 del draft de la MLB de 1972 por los Oakland Athletics. En su primer año estuvo en el equipo filial en Coos Bay-North Bend, Oregón. Luego de 38 partidos en Oregón pasó a jugar con los Burlington Bees de la Midwest League donde jugó hasta 1974.
Lemon fue cambiado junto a Dave Hamilton a los Chicago White Sox por Stan Bahnsen y Skip Pitlock el 15 de junio de 1975. En 1975 su promedio de bateo fue de .307 con ocho cuadrangulares y 49 carreras impulsadas en la equipo filial Triple A Denver Bears, siendo llamado a los White Sox en septiembre.
En las ligas menores jugó mde infielder, por lo que Lemon jugó en la tercera base en esos partidos de septiembre con los Chicago White Sox en 1975. Entró al entrenamiento de primavera de 1976 como principal opción para jugar de tercera base, pero no pudo impresionar al entonces mánager Paul Richards a la defensiva, pero se mantuvo en el equipo como outfield. En su primera temporada en su nueva posición solo cometió tres errores y su porcentaje defensivo fue de .992 en el centerfield. A la ofensiva su promedio de bateo fue de .246 con cuatro cuadrangulares, 38 carreras impulsadas y 46 carreras anotadas, todos esos de los mejores números entre los novatos en esa temporada.
En 1977 lo volvieron a colocar en el centerfielder, año donde anotó 99 carreras, la mayor cantidad en una temporada en su carrera, además de conectar 19 cuadrangulares. También puso el récord de la Liga Americana con 524 participaciones defensivas y con 512 outs en el outfield, récord que actualmente sigue vigente.
Con los White Sox en el sexto lugar de la American League West solo superando al equipo de expansión Seattle Mariners, Lemon fue el único representante del equipo en el Juego de las Estrellas de 1978 donde entró al partido en el jardín izquierdo en octavo inning donde cometió un error que influyó en las cuatro carreras de la National League en ese inning. En esa temporada los White terminaron en quinto lugar de su división, donde terminaron superando a Oakland en la clasificación.
En 1979 Lemon volvió a ser el único jugador de los White Sox en el Juego de las Estrellas en la edición de 1979. En esa ocasión entró en el segundo inning y anotó carrera en el tercer inning luego de recibir un pelotazo de Joaquín Andújar. Terminó la temporada con un promedio de bateo de .318 y 86 carreras impulsadas, ambas marcas de carrera. También bateó 44 dobles, igualando al jugador de los Milwaukee Brewers Cecil Cooper en la Liga Americana.
Los White Sox volvieron a terminar en lo más bajo de la división mientras que Lemon se veía solitario en el club. Luego de adquirir al cácher agente libre Carlton Fisk y al bateador designado Greg Luzinski, el equipo mejoró sus números en 1981 con 31-22 antes de la huelga. Lemon tuvo un promedio de bateo de .299 con tres cuadrangulares y 22 carreras impulsadas. Aunque el equipo cayó al sexto lugar, sus números ofensivos se mantuvieron, promedio de bateo de .305 con seis cuadrangualres. Al terminar la temporada Lemon fue cambiado a los Detroit Tigers por el outfielder Steve Kemp.
En su primera temporada con Detroit, Lemon jugó en varias posiciones de outfielder, donde fue titular en 92 en el right field y 25 en el center field. En 1982 los Tigers terminaron con récord de 83-79 y terminaron en cuarto lugar de la American League East (AL East). En promedio de bateo de Lemon bajó a .266, 38 puntos menos que en sus cuatro temporadas anteriores. Las razones fueron que se le torció una costilla y el abdomen, lo que también dañó su codo y varios músculos. Lemon también bajó sus número luego de que pasó a jugar en el right field.
Aunque la temporada de Lemon no fue buena, los Tigers le renovaron el contrato a Lemon por cinco temporadas en noviembre de 1982. El contrato se estimó en $450,000 por temporada.
En 1983 Lemon pasó a jugar como center fielder, donde fue titular en 133 partidos. Solo cometió tres errores en 417 jugadas, demostrando que todavía era muy bueno a la defensiva en el centro del outfield. El Mánager Sparky Anderson lo llamó el mejor center fielder defensivo que había en la liga. El 24 de julio de 1983 recibió atención nacional luego de robarle un cuadrangular de la victoria a Rod Carew en el 12° inning. Lemon también mostró poder ofensivo cuando conectó 24 cuadrangulares en 1983, la mayor cantidad en su carrera, además de ser el líder en recibir pelotazos en la American con 20, pero su promedio de bateo fue de apenas .255. His overall contributions helped the 1983 Tigers improve to 92-70, good for second in AL East.
En 1984 los Tigers iniciaron la temporada con récord de 35–5, terminaron ganando la American League East por 15 juegos de diferencia, y terminaron venciendo a los San Diego Padres en la Serie Mundial de 1984. Lemon fue clave en el título de 1984, fue titular en 135 partidos en el center field donde tuvo sus mejores números a la defensiva con un promedio de .995 al solo cometer dos errores en 438 jugadas. A la ofensiva su promedio de bateo subió a .287, donde bateó 60 extra-bases, igualando a Kirk Gibson con la mayor cantidad en el equipo. Sus 20 cuadrangulares y 76 carreras impulsadas lo colocaron en tercer lugar de los Tigers en ese año. Lemon también jugó de center fielder con la American League en el Juego de las Estrellas de 1984.
Clasificó por primera vez en su carrera a playoffs, donde Lemon no pudo conectar de hit en 13 turnos con los Tigers en la serie de campeonato ante los Kansas City Royals. Sus números cambiaron en la Serie Mundial de 1984 donde su promedio de bateo fue de .294 con una carrera anotada y una carrera impulsada.
En marzo de 1985 los Tigers firmaron una extensión de contrato con Lemon hasta la temporada de 1991 con una opción del club para la temporada de 1992. La extensión fue de un salario de $4.5 millones.
Se mantuvo como el titular en los Tigers en el center fielder por tres años más, posición en la que jugó 144 partidos en 1985, 124 en 1986 y 145 en 1987. En 1987, periodo donde bateó al menos 20 cuadrangulares y 30 dobles por tercera vez en su carrera. También estuvo entre los líderes defensivos en el center field con un promedio de .992 (segundo), 348 outs (tercero) y un rango de 2.70 (cuarto), ayudando a los Tigers a ganar el título divisional en 1987 con récord de 98-64.
En 1988 los Tigers movieron a Lemon al right field para hacerle campo al recién llegado Gary Pettis. Jugó 144 partidos en el right field en 1988 y 111 en 1989.
En el verano de 1990 Lemon fue diagnosticado con policitemia vera, una rara enfermedad en la sangre. En la temporada de 1990 se perdió 47 partidos por varias lesiones, además de que se divorció y eso afectó su concentración. En esa temporada solo tuvo 378 turnos al bat en los que solo registró 32 carreras impulsadas.
Lemon volvió al entrenamiento de primavera en 1991 donde se lesionó. Fue puesto en la lista de transferibles de los Tigers en abril a tres días del inicio de la temporada.
En agosto de 1991 Lemon fue hospitalizado en la unidad de cuidados intensivos del University of Florida Shands Hospital por una trombosis en su abdomen. Fue dado de alta cuatro semanas después de recibir tratamiento.
En diciembre de 2001 fue operado en la Mayo Clinic para que le removieran el bazo.

## Vida personal y enfermedades
Lemon se casó primero con Valerie Jones con quien tuvo cuatro hijos, Geneva (nació e 1972), Chester Jr. (nació en 1977), David (nació en 1981) y Marcus (nació en 1988). David y Marcus también fueron beisbolistas. Marcus jugó en las ligas menores de 2006 a 2017.
Lemon se divorció en 1990. Se casó por segunda ocasión con Gigi Partee a inicios de los años 1990. Tuvo a una hija, Brianna, nacida en 1998.
Lemon se convirtió en miembro de los testigos de Jehová, con los que jugó en las ligas menores en los años 1970. Quien lo cambió de religión fue Jerry Hairston Sr., con quien fue compañero de equipo en los Chicago White Sox. A causa de su religión, Lemon se negó a cantar el "The Star-Spangled Banner", lo cual fue criticado por algunos, lo cual explicó en una entrevista en 1987.
En 1993 Lemon creó la Chet Lemon Baseball School en Lake Mary, Florida. Entrenó a dos equipos de la AAU, Chet Lemon's Juice (sub-18) y Chet Lemon's Juice II (sub-14) en Eustis, Florida. Varios jugadores que finalmente pasaron a jugar en la MLB estuvieron en la escuela, donde los más destacados fueron Zack Greinke y Prince Fielder. También entrenó al equipo de la Eustis High School, con los que ganó el título estatal en 2003.
En agosto de 2024 participó en una reunión de los Detroit Tigers en el 40° Aniversario del título de la Serie Mundial de 1984 en Detroit, A causa de su enfermedad, Lemon sufría ataques cardiacos que le dificultaban hablar y caminar.

## Estadísticas
| PJ   | PA   | AB   | R   | H    | 2B  | 3B | HR  | RBI | SB | BB  | HBP | SO   | BA   | OBP  | SLG  | Fld% |
| 1988 | 7872 | 6868 | 973 | 1875 | 396 | 61 | 215 | 884 | 58 | 749 | 151 | 1024 | .273 | .355 | .442 | .984 |

Lemon registró 400 o más outs en cinco temporada, récord vigente de la American League. También tenía la habilidad de recibir pelotazos; en los años 1980 recibió 108 pelotazos, solo superado por Don Baylor. También era conocido por ir de cabeza hacia la primera base.